# ラルフ・エヴィンルード
ラルフ・エヴィンルード（Ralph Evinrude、1907年9月27日 - 1986年5月21日）はアメリカ合衆国の実業家。アウトボードマリンコーポレーション元会長。父親は事業家のオレ・エヴィンルード。妻は女優のフランセス・ラングフォード。

## 人物
ウィスコンシン大学ミルウォーキー校を経て、1927年に父親の会社であるElto Outdoor Motor Companyに入社。1934年に社長就任。1963年にアウトボードマリンコーポレーションの会長となり、1982年に辞任。
1986年5月2日にフロリダ州マーティン郡のマーティン・メモリアル病院に入院後、同年5月21日に死去。慢性肺疾患に苦しんでいたとされる。